# Ramada
Ramada is een freguesia in de Portugese gemeente Odivelas en telt 15.770 inwoners (2001).